# حسن فرحان المالكي
حسن بن فرحان حسن الزغلي الخالدي المالكي (1970) (1390 هـ) مفكر وباحث تاريخي اشتهر بنقاشاته الدينية والفكرية على الساحة السعودية والعربية والإسلامية وخاصة عن الشأن الديني والثقافي في المملكة العربية السعودية. كانت له في الأوساط الدينية نقاشات بشأن عقيدة عدالة الصحابة عموما ومعاوية بن أبي سفيان وصحبته لنبي الإسلام محمد بن عبد الله وحول شخصيته وخلافته خصوصا، وكذلك بخصوص يزيد بن معاوية وصحة خلافته وقضية قتل الحسين بن علي ونتيجة لذلك وجهت له اتهامات بكونه شيعي أو زيدي أو قرآني.

## النشأة
المالكي من مواليد جبال بني مالك الجنوب - 150 كم شرق جازان عام 1969

## الدراسة
حصل المالكي على الشهادة الابتدائية من مدرسة القعقاع الابتدائية بوادي الجنية بني مالك عام 1401 هـ / 1980 م ثم على المتوسطة من مدرسة الداير ببني مالك عام 1403هـ / 1983 م ثم على الثانوية من ثانوية فيفاء بجبل فيفاء 1407هـ / 1986 م . واستطاع الحصول على البكالوريوس من قسم الإعلام بكلية الدعوة والإعلام جامعة الإمام محمد بن سعود بالرياض عام 1412هـ /1991 م . كما حضر بعض الدروس لعدد من العلماء في مدينة الرياض.

## العمل
عمل المالكي بعد تخرجه مراقباً للمطبوعات بالمديرية العامة للمطبوعات بوزارة المعارف بالرياض عام 1413 هـ / 1992 م ثم اشتغل في التلفزيون السعودي من العام نفسه، كما عمل مشرفاً على الصفحات الدينية بمجلة الشرق السعودية عامي 1413 ـ 1414هـ / 1992 - 1993 م أيام رئاسة تحرير الدكتور عبد الله الطويرقي، وعمل معلماً بإدارة تعليم الرياض في الأعوام 1414 - 1417هـ / 1992-1996 م . ندب للعمل باحثاً تربوياً بإدارة التطوير التربوي في الإدارة العامة لتعليم الرياض عام 1417 - 1996 م . ثم فُرِغ للعمل في موسوعة تاريخ التعليم بوزارة المعارف عام 1418هـ / 1997 م، كما عمل باحثاً في موسوعة أسبار للعلماء والمتخصصين في العلوم الشرعية عامي 1416 - 1417 هـ / 1995 - 1996 م .

## المشاركات الاعلامية
بدأ المالكي مقالاته في مجلة اليمامة عامي 1411 - 1412هـ / 1990 - 1991 م، ثم كتب في مجلة الشرق أيام عمله فيها عامي 1413 - 1414هـ / 1992 - 1993 م ثم كتب لصحيفة اليوم عام 1416هـ / 1995 م ثم لصحيفة الرياض من عام 1416هـ / 1995 مإلى عام 1418هـ / 1997 م ثم انتقل للكتابة في صحيفة البلاد من شهر رجب عام 1418هـ / 1997 م كما كانت له بعض المقالات المتفرقة في بعض الصحف والمجلات الأخرى.

### قناة وصال
في 2012/12/24 مُنع حسن المالكي من الظهور في قناة وصال بعد أن اتهم بإساءته لبعض الصحابة وطلب من مذيع البرنامج إيقاف المناظرة في الحلقة الثالثة على الهواء مباشرة.

## المؤلفات
- حرية الاعتقاد في القرآن الكريم والسنة النبوية
- داعية وليس نبياً
- نحو إنقاذ التاريخ الإسلامي
- قراءة في كتب العقائد
- حسن الإجابة في عقيدة الإمساك عما شجر بين الصحابة
- رواة الحديث
- قراءة في كتاب التوحيد
- حديث : معاوية فرعون هذه الأمة
- بحث في إسلام معاوية بن أبي سفيان
- حديث : إذا رأيتم معاوية على منبري فأقتلوه
- حديث الدبيلة
- هل مات معاوية على دين الإسلام؟
- نقض رأي ابن تيمية في إسلام معاوية
- بيعة علي بن أبي طالب في ضوء الروايات الصحيحة (مشترك) - الطبعة الأولى عام 1417 هـ والثانية عام 1418 هـ ويقع الكتاب في 342 صفحة من القطع الكبير.
- سلسلة نحو إنقاذ التاريخ الإسلامي (3) - الصحبة والصحابة بين الإطلاق اللغوي والتخصيص الشرعي، الطبعة الأولى 1422 هـ.
- سلسلة مع المعاصرين (1) مع الشيخ عبد الله السعد، الطبعة الأولى عام 1422 هـ.
- سلسلة مع المعاصرين (2) مع سليمان العلوان في معاوية بن أبي سفيان .
- سلسلة مع المعاصرين (3) مع الدكتور سليمان العودة - تحت الطبع.

## الانتقادات
واجه منهج حسن فرحان المالكي انتقادات واسعة وألفت في ذلك الكتب والرسائل، ومنها:
- حراسة العقيدة لناصر عبد الكريم العقل
- الإنقاذ من دعاوى الإنقاذ للتاريخ الإسلامي لسليمان حمد العودة
- الإستنفار للذب عن الصحابة الأخيار لـسليمان العلوان
- إضرام النيران ببعض ضلالات حسن بن فرحان لسليمان عبد الله البهيجي
- الإبطال والرفض لعدوان من تجرأ على كشف الشبهات بالنقض لعبد الكريم صالح الحميد
- سرقات حسن المالكي لسليمان صالح الخراشي
- كشف شبهات حسن المالكي لناصر حمد الفهد
- تناقضات حسن المالكي لعبد الرحمن الجفن
- الانتصار للصحابة الأخيار في رد أباطيل حسن المالكي لعبد المحسن العباد
- ملحق سرقات حسن المالكي لسليمان الخراشي

ومن الرسائل:
- حقيقة حسن فرحان المالكي لأبي عبد الله الذهبي
- أقزام على أكتاف العمالقة كتبه سليمان بن عبد الله البهيجي
- بيان من علي بن خضير الخضير في حسن بن فرحان المالكي

## اعتقاله
اعتقل في 17 أكتوبر 2014 في سجن الملز في الرياض، صدر في 28 نوفمبر 2014 بيان من هيئة الدفاع عنه في جنيف بعد 40 يوما على اعتقاله دون توجيه تهمة رسمية له ودون التحقيق معه والذي وفق هيئة الدفاع يشتبه في كونه عقاباً من السلطة له على خلفية آرائه التي ينتقد فيها التطرف الديني في المملكة، وقد شدد البيان على وقوع مخالفات وانتهاكات جسيمة بحق المالكي، كما سرد البيان المواد النظامية التي تم انتهاكها ومخالفتها في هذا الإيقاف التعسفي، وطالب وزير الداخلية بالإفراج عن حسن المالكي بأسرع وقت.

## وصلات خارجية
- موقع حسن فرحان المالكي الرسمي
- اذاعة حسن بن فرحان المالكي
- جميع كتب وأبحاث المالكي
- مقالات المالكي
- المالكي على الفيسبوك
- المالكي على تويتر
- بيان مكتب الدفاع عنه في جنيف بتاريخ 28.11.2014